# Muzeum Lotnictwa Węgierskiego w Szolnoku

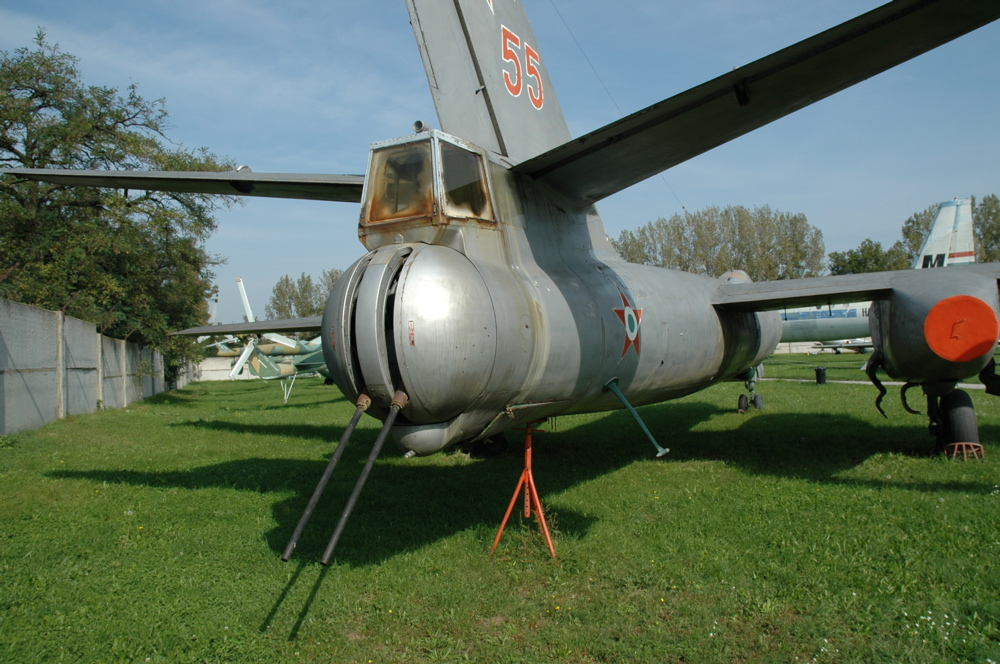
Ił-28

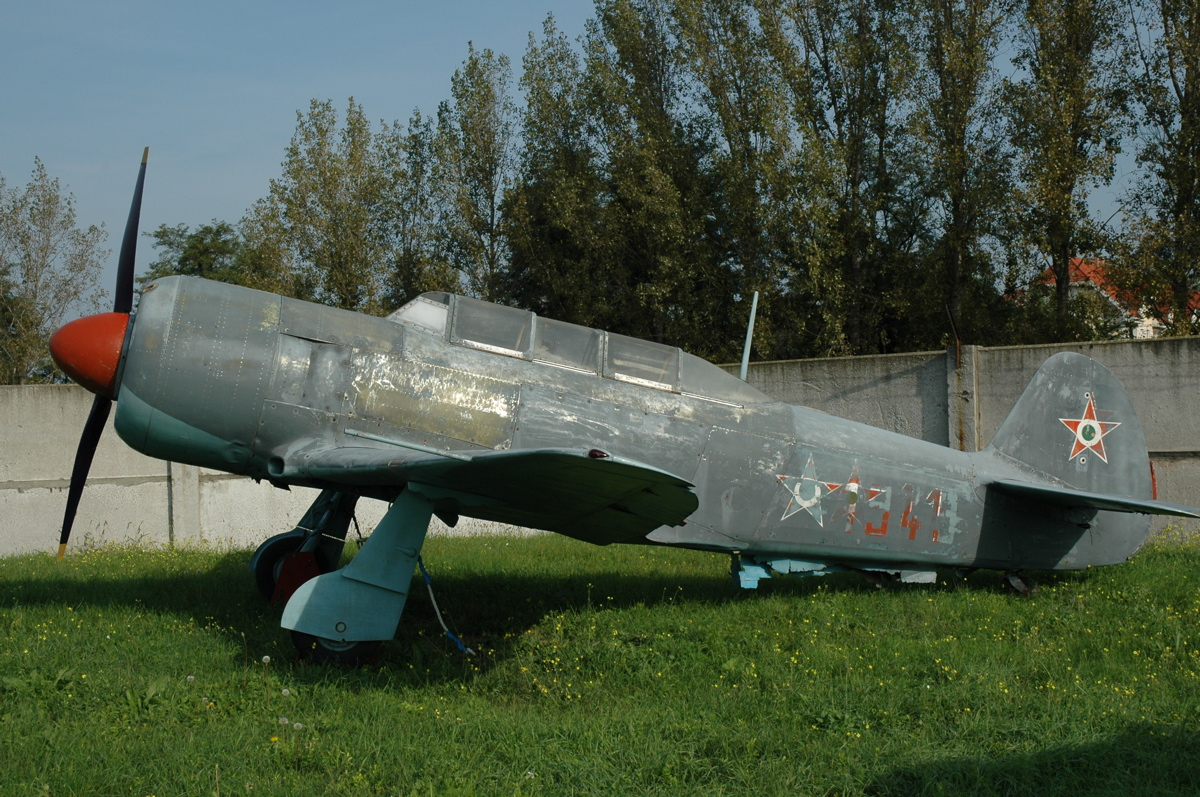
Jak-11 (LET C-11), sprzedany w 2006 r.

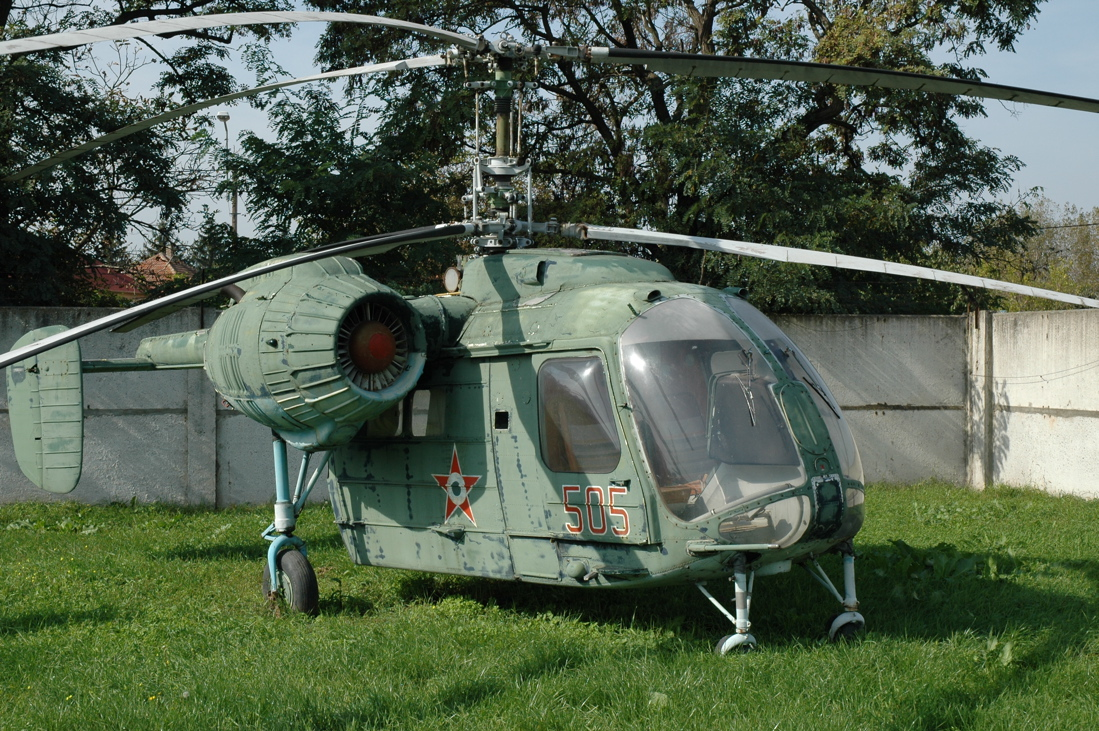
Kamov Ka-26

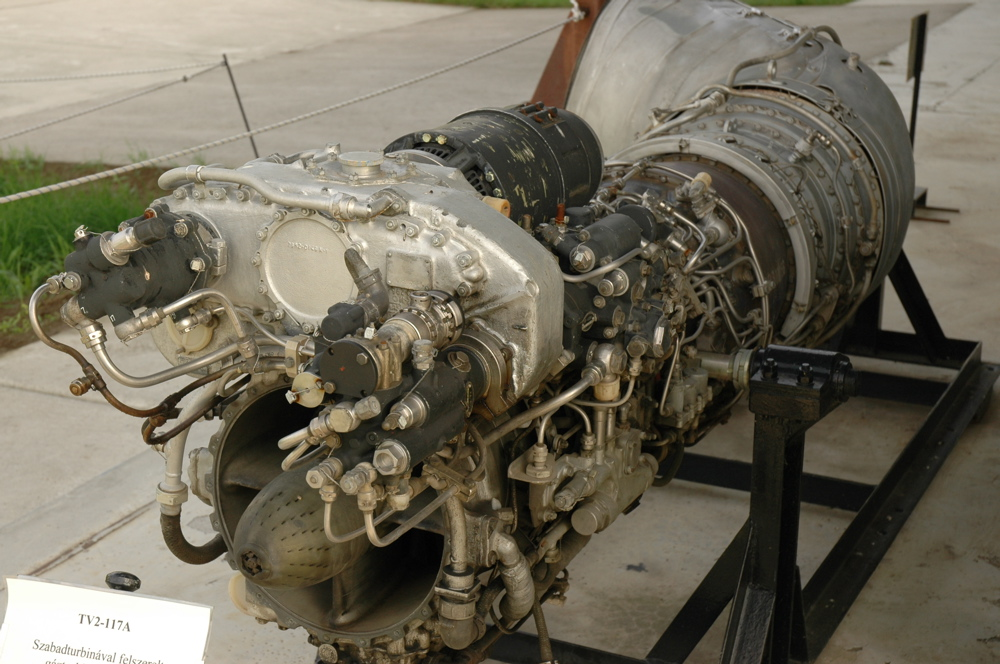
Isotov TV2-117A

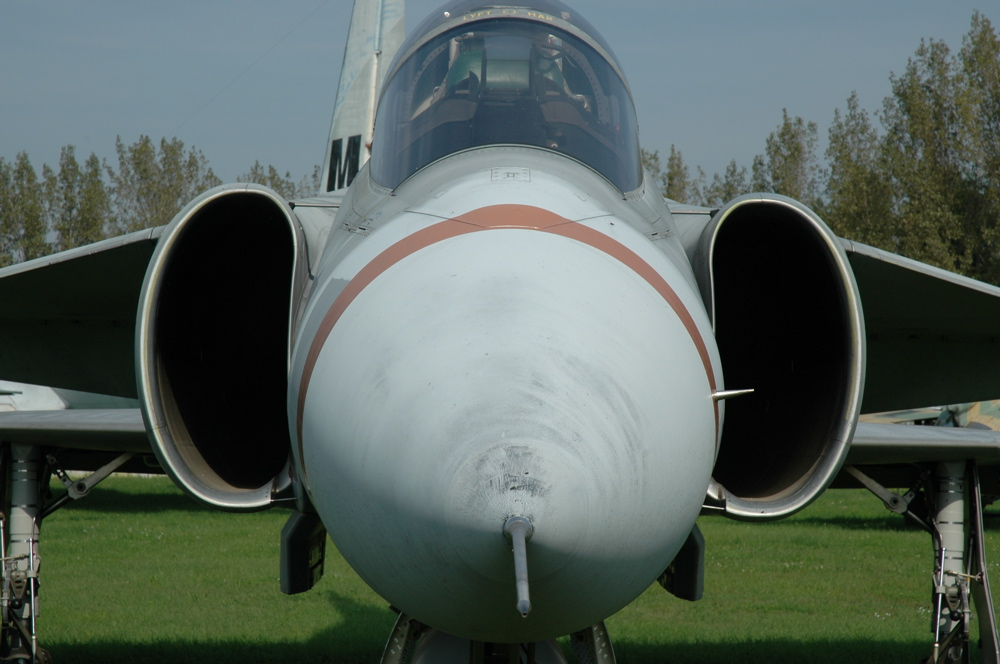
Saab JA 37 Viggen

Muzeum Lotnictwa Węgierskiego w Szolnoku (węg.: Magyar Repüléstörténeti Múzeum, Szolnok) – muzeum w Szolnoku, gromadzące eksponaty związane z historią lotnictwa.

## Lista eksponatów

### Samoloty
- Super Aero 45
- Aero L-29 Delfin
- Aero L-39 Albatros
- An-2
- An-24
- An-26
- F-104 Starfighter Turkish
- F-104 Starfighter West German
- Hawker Hunter Mk58
- Ił-2 M3
- Ił-14
- Ił-18 V
- Ił-28
- Let L-200A Morava
- MiG-15 bis
- MiG-15 UTI
- MiG-17 PF
- MiG-19 PM
- MiG-21 F-13
- MiG-21 MF
- MiG-21 bis
- MiG-21 PF
- MiG-21 R
- MiG-21 U
- MiG-21 UM
- MiG-23 MF
- Messerschmitt Bf 108 Taifun
- Po-2 (CSS-13)
- SAAB A 32 Lansen E
- Saab JA-37 Viggen DI
- Su-22 M3
- Tu-134

### Szybowce
- R-16 Lepke
- R-26S  Góbé

### Śmigłowce
- Mi-1Mil Mi-1 M
- Mil Mi-2
- Mil Mi-4 A
- Mil Mi-8 P
- Mil Mi-24 D
- Kamov Ka-26

### Silniki
- Avia M-462 RF
- BMW 801
- Daimler-Benz DB 605
- Eksperymentalny silnik Fejes Jenő
- Isotov GTD-350
- Isotov TV-117A
- Ivchenko AI-14 R
- Ivchenko AI-26V
- Ivchenko AI-20M
- Ivchenko AI-24VT
- Ivchenko AI-25TL
- Klimov VK-1A
- Kuznetsov NK-8-2U
- Le Rhone J9
- Mikulin AM-42
- Siemens-Halske Sh 4
- Svetsov M-11FR
- Svetsov AS-21
- Svetsov AS-62 IR
- Svetsov AS-82
- Tumansky RD-9B
- Tumansky R-11F-300
- Vedeneev M-14V-26
- Walter 6-III